# Margrethe Pape
Margrethe Pape, född 1620, död 1684, var älskarinna till Fredrik III av Danmark och mor till Ulrik Frederik Gyldenløve. 
Förhållandet med Fredrik III inleddes 1637 och utspelade sig före dennes giftermål och tronbestigning. Hon gifte sig med amtsforvalter i Segeberg, etatsråd Daniel Hausmann (d. 1670), senast år 1652. Kristian V av Danmark gav henne 1683 titeln baronessa af Løvendal. 